# Douăsprezece scaune
Douăsprezece scaune (rusă Двенадцать стульев, Dvenadtsat stulyev) este un roman satiric clasic al autorilor sovietici din Odesa Ilf și Petrov, apărut în anul 1928. Firul epic constă în încercarea unor personaje de a obține bijuterii ascunse într-un scaun. Personajul principal, Ostap Bender reapare în romanul Vițelul de aur, în ciuda morții aparente din Douăsprezece scaune. Romanul a fost adaptat la alte mass-media, în primul rând de film.

Vedere generală a monumentului Douăsprezece scaune din Odesa, închinat romanului cu același nume.

În Uniunea Sovietică, în 1927, un fost mareșal nobil, Ipolit Matveievici "Kisa" Vorobianinov, lucrează ca grefier la starea civilă dintr-un mic oraș de provincie. Mama sa vitregă îi dezvăluie pe patul de moarte că familia ei a ascuns de bolșevici bijuterii în unul din cele douăsprezece scaune de sufragerie ale familiei. Scaunele, împreună cu alte bunuri personale, au fost luate de comuniști după Revoluția Rusă din 1917. Vorobianinov vrea să găsească comoara. "Blândul operator" și escroc Ostap Bender îl forțează pe Kisa să devină partenerul său, stabilind să găsească împreună scaunele și să împartă comoara. 
"Concesionarii" găsesc scaunele, care sunt pe cale a fi vândute la licitație în Moscova. Ei nu reușesc să le cumpere și află că scaunele au fost împărțite pentru revânzare individuală. Cutreierând toată Rusia în încercarea lor de a recupera scaunele, au o serie de aventuri comice, inclusiv vor sta într-un internat de elevi cu placaj pe pereți; se dau drept pictori pe un vapor pentru a-și câștiga călătoria, escrochează șahiștii unui club de provincie cu promisiunea unui turneu internațional; străbat pe jos munții din Georgia. Părintele Fiodor (care aflase despre comoară la spovedania mamei vitrege a lui Vorobianinov), obsedat rival în vânătoarea de comori, urmează un fir greșit, rămâne fără bani, sfârșește prin a fi izolat pe un vârf de munte și-și pierde mințile. Ostap rămâne imperturbabil, și cunoașterea naturii umane îl ajută să elimine toate obstacolele, dar Vorobianinov strică tot în mod constant.
Încet-încet, ei reușesc să dobândească fiecare scaun, dar nu dau de nicio comoară. Kisa și Ostap descoperă în cele din urmă unde se află ultimul scaun. Vorobianinov îl omoară pe Ostap pentru a păstra toată prada pentru el, dar descoperă că bijuteriile au fost deja găsite și folosite pentru a construi un nou centru public de recreere, un simbol al noii societăți. Vorobianinov își pierde și el mințile.

## Ostap Bender
"Declasatul" Ostap Bender, personaj literar intrat în galeria personajelor literaturii universale, este un individualist, străin atât de vechea, discreditata ierarhie a nașterii, exemplificată prin Vorobianinov, cât și de noua ordine comunistă. Un fel de Renard le Goupil (în română: Rănică Vulpoiul) din fabliaux-urile franceze, Bender pretinde că știe "patru sute de moduri cinstite de a elibera oamenii de banii lor," și este conștient că nu are nici un viitor în Uniunea Sovietică.

### Continuare
Ostap Bender reapare în romanul Vițelul de Aur, în ciuda morții aparente din Douăsprezece scaune.

## Legături externe
Materiale media legate de Douăsprezece scaune la Wikimedia Commons
- The Twelve Chairs (full text), RU: Lib. - Text complet în limba engleză.

## Vezi și
- Douăsprezece scaune (film) (1970), regia Mel Brooks